# Valmir Nafiu
Valmir Nafiu (in macedone Валмир Нафиу?; Tetovo, 23 aprile 1994) è un calciatore macedone, attaccante del Ferizaj.

## Carriera

### Club
Il 23 aprile 2012 viene acquistato a titolo definitivo per 300.000 euro dalla squadra svizzera del Basilea.

### Nazionale
Ha giocato nelle nazionali giovanili macedoni Under-17 ed Under-19.
Debutta con l'Under-21 il 9 settembre 2014 nella partita valida per le qualificazioni ad Euro 2015, finita 2-1 contro Israele.

## Statistiche

### Cronologia presenze e reti in nazionale
| Cronologia completa delle presenze e delle reti in nazionale ― Macedonia under 21 | Cronologia completa delle presenze e delle reti in nazionale ― Macedonia under 21 | Cronologia completa delle presenze e delle reti in nazionale ― Macedonia under 21 | Cronologia completa delle presenze e delle reti in nazionale ― Macedonia under 21 | Cronologia completa delle presenze e delle reti in nazionale ― Macedonia under 21 | Cronologia completa delle presenze e delle reti in nazionale ― Macedonia under 21 | Cronologia completa delle presenze e delle reti in nazionale ― Macedonia under 21 | Cronologia completa delle presenze e delle reti in nazionale ― Macedonia under 21 |
| Data                                                                              | Città                                                                             | In casa                                                                           | Risultato                                                                         | Ospiti                                                                            | Competizione                                                                      | Reti                                                                              | Note                                                                              |
| --------------------------------------------------------------------------------- | --------------------------------------------------------------------------------- | --------------------------------------------------------------------------------- | --------------------------------------------------------------------------------- | --------------------------------------------------------------------------------- | --------------------------------------------------------------------------------- | --------------------------------------------------------------------------------- | --------------------------------------------------------------------------------- |
| 9-9-2014                                                                          | Tel Aviv                                                                          | Israele under 21                                                                  | 2 – 1                                                                             | Macedonia under 21                                                                | Qual. Europeo Under-21 2015                                                       | -                                                                                 |                                                                                   |
| 11-6-2015                                                                         | Reykjavík                                                                         | Islanda under 21                                                                  | 3 – 0                                                                             | Macedonia under 21                                                                | Qual. Europeo Under-21 2017                                                       | -                                                                                 | 65’                                                                               |
| Totale                                                                            |                                                                                   | Presenze                                                                          | 2                                                                                 |                                                                                   | Reti                                                                              | 0                                                                                 |                                                                                   |

## Palmarès

### Club

#### Competizioni nazionali
- Campionato macedone: 3

Škendija: 2010-2011, 2018-2019, 2020-2021
- Coppa di Cipro: 1

APOEL: 2014-2015
- Campionato cipriota: 1

APOEL: 2014-2015
- Campionato albanese: 1

Skënderbeu: 2015-2016